# Jeremy Stephenson
Jeremy Stephenson (* 18. November 1951) ist ein Schweizer Richter und Politiker (LDP).

## Leben
Stephenson ist promovierter Jurist. Er war Strafgerichtspräsident in Basel und ist mittlerweile pensioniert.
Am 1. Februar 2017 wurde Stephenson in den Grossrat des Kantons Basel-Stadt gewählt. Für die LDP sass er in der Justiz-, Sicherheits- und Sportkommission sowie in der Bau- und Raumplanungskommission, deren Präsident er auch war. Mitte 2023 trat er aus dem Parlament zurück.